# 吉勒维尔
吉勒维尔（法語：Guilleville）是法国厄尔-卢瓦尔省的一个市镇，属于沙尔特雷区（Chartres）让维尔县（Janville）。该市镇总面积13.41平方公里，2009年时的人口为176人。

## 人口
吉勒维尔人口变化图示